# IM Водолея
IM Водолея (лат. IM Aquarii), HD 196757 — одиночная переменная звезда в созвездии Водолея на расстоянии приблизительно 3642 световых лет (около 1116 парсеков) от Солнца. Видимая звёздная величина звезды — от +7,97m до +7,81m.

## Характеристики
IM Водолея — красный гигант, пульсирующая медленная неправильная переменная звезда (LB) спектрального класса M1 или M2/3III. Эффективная температура — около 3712 К.